# سیارک ۱۳۲۴
سیارک ۱۳۲۴ (به انگلیسی: 1324 Knysna، نامگذاری:1934LL) هزار و سیصد و بیست و چهارمین سیارک کشف شده‌است که در ۱۵ ژوئن ۱۹۳۴ کشف شد.
قدر مطلق سیارک برابر ۱۲٫۷۰ است.